# Bizarro (seriefigur)
Bizarro är också en serie av tecknaren Dan Piraro.
Bizarro är en fiktiv superskurk, främst en motståndare till Stålmannen, som dyker upp i DC Comics. Figuren dök upp för första gången i Superboy #68 (1958), och skapades av Otto Binder och George Papp.
Bizarro rankades som #25 i IGN:s lista över de 100 bästa serietidningsskurkarna genom tiderna.

## Fiktiv biografi

### Pre-Crisis
General Zod hade ursprungligen skapat Bizarroliknande kopior av sig själv för att dominera planeten Krypton. Dessa kopior hade dock inga superkrafter då de inte befann sig under gul sol, men var ändå inställda på att döda.
Tolv år senare visar en vetenskapsman på jorden upp sin nyuppfunna dupliceringsstråle för Stålpojken. En olycka orsakar strålen att duplicera hjälten. Kopian, som snart blir känd som "Bizarro", är en bristfällig efterbildning med kritvit hy och barnsligt, oberäkneligt beteende. Stålpojken tvingas så småningom att "döda" sin dubbelgångare genom att använda resterna av kopieringsmaskinen, som fungerar som blå kryptonit på kopian, vilket har samma effekt på honom som grön kryptonit har på Stålpojken.
Flera år senare, då Stålpojken blivit Stålmannen, återskapar hans ärkefiende Lex Luthor dupliceringsstrålen och använder den på hjälten, i hopp att kunna kontrollera kopian. Den återskapade Bizarro visar sig dock vara förvirrad, olycklig och förnekande. Bizarro försöker därefter att ta Stålmannens plats som Metropolis hjälte, vilket skapar en stor förödelse i staden och nästan avslöjar Stålmannens identitet som Clark Kent. När Bizarro förälskar sig i reportern Lois Lane använder hon dupliceringsstrålen på sig själv för att skapa en "Bizarro-Lois", som omedelbart attraheras till Bizarro. Kopiorna lämnar jorden tillsammans, fast beslutna om att hitta ett hem där de kan vara sig själva.
Stålmannen möter snart paret igen och får reda på att Bizarro, som nu kallar sig "Bizarro #1", har använt sin egen version av dupliceringsstrålen och skapat en hel Bizarro-värld. Bizarro #1 och Bizarro-Lois har även fött ett barn.
När Bizarro därefter stöter på Stålmannen ännu en gång har han utvecklat omvända superkrafter, såsom fryssyn i motsats till värmesyn, och försöker återigen utan framgång kidnappa Lois. Bizarro går även temporärt med i Secret Society of Super Villains för att slåss mot Justice League of America.

### Post-Crisis
Efter händelserna i Crisis on Infinite Earths beordrar Lex Luthor sina anställda forskare att skapa en kopia av Stålmannen. Men då de felaktigt antar att Stålmannen är en vanlig människa med övermänskliga krafter, och är omedvetna om hans utomjordiska härkomst, ger processen dem en bristfällig kopia. Luthor blir missnöjd med resultatet och ger order om att förstöra kopian, men den överlever. Trots att klonen besitter begränsad intelligens och har ett vagt minne av Clark Kents liv försöker den efterlikna hjälten.

## Krafter och förmågor
Bizarro har visat sig ha alla Stålmannens krafter, men i vissa inkarnationer har flera av dessa egenskaper motsatt effekt, så som
- "fryssyn" istället för värmesyn

- "eldandedräkt" istället för frysandedräkt

- "insugningslungor" istället för superblåstlungor

- "Bizarros teleskopsyn" tillåter Bizarro att se en kort sträcka bakom sig istället för en lång sträcka framför sig

- "Bizarros mikroskåpsyn" gör föremål mindre för andra istället för större för honom själv

- "Bizarros röntgensyn" tillåter Bizarro att endast se igenom bly istället för allt utom bly

Detta gäller även svagheter, då Bizarro blir försvagad av blå kryptonit i motsats till grön kryptonit, som är dödlig för Stålmannen.(Blå kryptonit tar bort Stålmannens osårbarhetsförmåga men den är inte dödlig för honom som den är för Bizarro)

## I andra medier
- Bizarro dyker upp i den tecknade TV-serien Challenge of the Super Friends, med röst av William Callaway, som en medlem i Legion of Doom. Han är då en entydig skurk.

- Bizarro dyker senare upp i den tecknade TV-serien Superman: The Animated Series, med röst av Tim Daly, som också gjorde titelfigurens röst. Hans bakgrund är densamma som i serietidningarnas Post-Crisis. Även om den här versionen är godhjärtad och vill bli en hjälte har han ofta svårt för att skilja mellan rätt och fel.

- Bizarro dyker upp i den tecknade TV-serien Justice League Unlimited, med röst av George Newbern. Han medverkar som en av många superskurkar i Gorilla Grodds Legion of Doom.